# Триажен (станция метро)
Триажен (порт. Estação Triagem) — станция Линии 2 метрополитена Рио-де-Жанейро. Станция располагается между районами Роша и Бенфика города Рио-де-Жанейро. Открыта в 1981 году, впоследствии была закрыта, и заново введена в эксплуатацию в июне 1988 года.
Станция обслуживает около 9000 пассажиров в день.
Станция имеет два выхода: Rede и Rua Bérgamo.

## Окрестности
- Войсковая часть